# Kandidatturneringen 2018
Kandidatturneringen 2018 var en schackturnering som arrangerades i Berlin 10–28 mars 2018. Fabiano Caruana vann turneringen och kvalificerade sig därmed till en VM-match mot den regerande världsmästaren Magnus Carlsen den 9–28 november 2018 i London.

## Tabell
| Plats | Spelare                | M  | V | O  | F | Poäng |
| ----- | ---------------------- | -- | - | -- | - | ----- |
| 1     | Fabiano Caruana        | 14 | 5 | 8  | 1 | 9     |
| 2     | Sjahrijar Mammadzjarov | 14 | 3 | 10 | 1 | 8     |
| 3     | Sergej Karjakin        | 14 | 4 | 8  | 2 | 8     |
| 4     | Ding Liren             | 14 | 1 | 13 | 0 | 7,5   |
| 5     | Vladimir Kramnik       | 14 | 3 | 7  | 4 | 6,5   |
| 6     | Aleksandr Grisjtjuk    | 14 | 2 | 9  | 3 | 6,5   |
| 7     | Wesley So              | 14 | 1 | 10 | 3 | 6     |
| 8     | Levon Aronian          | 14 | 1 | 7  | 6 | 4,5   |